# Карл-Георг Вельман

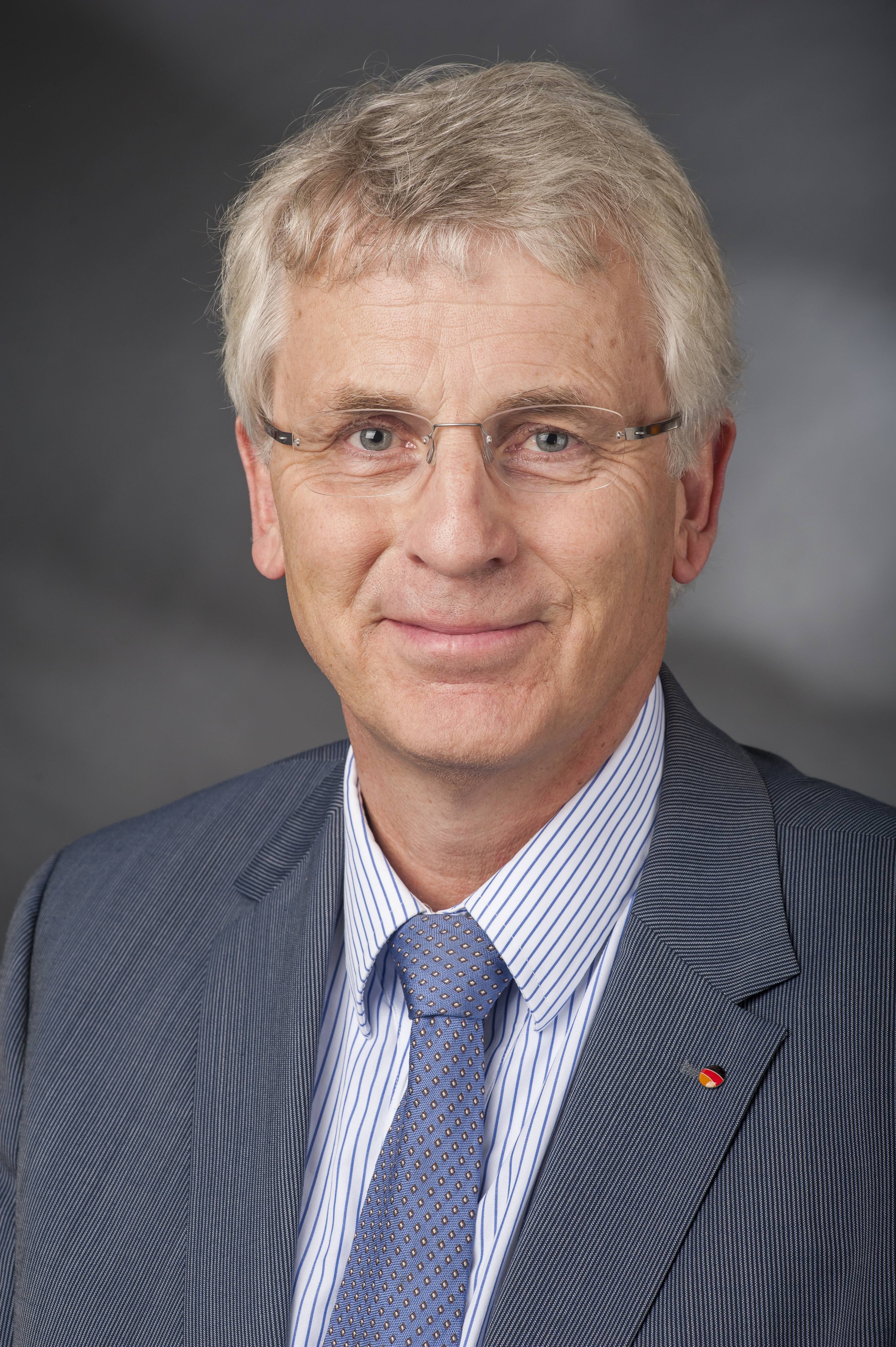
Карл-Георг Вельман

Карл-Ґеорґ Ернст Готлоб Вельман (нім. Karl-Georg Ernst Gottlob Wellmann; нар. 18 листопада 1952, Берлін, Західний Берлін) — німецький політик (член ХДС з 1972), Голова Німецько-української парламентської групи у Бундестазі, заступник Голови ГО «Німецько-Український Форум».

## Біографія
Вивчав ділове адміністрування та право у Вільному університеті Берліна. Працював адвокатом, особистим помічником берлінського сенатора з охорони здоров'я і соціального забезпечення і нотаріусом.
З 1979 по 1980 входив до Ради Молодіжного союзу, з 2001 — голова філії ХДС у районі Далем, з 2013 року — заступник голови філії ХДС в окрузі Штегліц-Целендорфе.
З 2001 по 2005 — член Палати представників Берліна, голова групи ХДС з розвитку міста та охорони навколишнього середовища.
З 2005 року — член Бундестагу. Голова Німецько-української парламентської групи.
З 2005 року пан Вельман — член Комітету закордонних справ, а також головний доповідач партії CDU/CSU по Україні, Білорусі та Росії.
З 2014 року він є головою Німецько-української парламентської групи, входить до складу Німецько-російської та Німецько-білоруської парламентських груп. Є повноправним членом ОБСЄ та Парламентської асамблеї Ради Європи.
У 2015 році став співзасновником Агентства модернізації України (АМУ).

## Агентство модернізації України
3 березня 2015 року. Представники Франції, Німеччини та Великої Британії підтримали пропозицію Федерації роботодавців України та профспілок, та створили Агентство модернізації України. Через 200 днів агентство має представити чіткий комплексний план модернізації України. За результатами форуму «Україна завтра», який пройшов у Відні, підписи під декларацією про створення агентства поставили голова Німецько-українського форуму Райнер Лінднер, голова Німецько-Української парламентської групи, депутат Бундестага Карл-Георг Вельман, французький громадський діяч, філософ і публіцист Бернар-Анрі Леві та член палати лордів британського парламенту лорд Річард Різбі. План модернізації України будуть готувати вісім відомих європейських політиків та бізнесменів, які очолили напрямки євроінтеграції України, з охорони здоров'я, фінансам та податкам, економіці, торгівлі, конституційній реформі, та юриспруденції, протидії корупції та застосування законів.
Раду АМУ представляють три засновника Агентства:

• член Палати лордів Великої Британії лорд Річард Різбі,

• депутат німецького парламенту і голова Німецько-української парламентської групи Карл-Георг Вельман,

• відомий французький політичний журналіст, філософ і письменник Бернар-Анрі Леві.

## Сім'я
Одружений, має трьох дітей.